# Соляново
Соляново (чув. Соляново сали):236 — бывшая деревня в правобережье Волги в Чебоксарском районе Чувашской АССР, вошедшая в 1979 году:236 в состав города Чебоксары. После вхождения деревня существует как чебоксарские улицы Тютчева, Константина Федина и проезд Соляное.

## География
Располагалась на возвышенности на высоком берегу Волги, восточнее Чебоксар.

## История
Деревня появилась как починок: в 1625 году за чебоксарским Троицким мужским монастырём, кроме основанной ранее деревни Набережная, числилось ещё пять починков, среди которых Соляной. К 1650—1651 годам починок стал деревней Соляной.
По Переписной книге Чебоксарского уезда 1646 года в деревне Соляной враг числились: 

Дворы крестьянские: 1) 1 (К.К. Горшенин) + 1 сын; 2) 1 бездетен; 3) 1 + 1 сын; 4) 1 + 3 сына; 5) 1 + 1 сын; 6) 1 + 1 сын; 7) 1 + 1 сын + 1 внук; 8) 1 + 4 сына; 9) 1 + 1 сын; 10) 1 + 1 брат + 1 сын брата; 11) 1 + 2 сына; 12) 1 + 1 тесть; 13) 1 бездетен; 14) 1 +2 брата + 1 сын брата; 15) 1 + 5 сыновей; 16) 1 + 1 сын; 17) 1 + 2 сына; 18) 1 бездетен; 19) 1 (Г.Р. Золотов) + 1 сын + 1 внук; 20) 1 (К.Л. Гидошкин) + 1 сын + «у него ж в наймех живет Еремка Иванов сын»; 21) 1 бездетен; 22) 1 + 2 брата; 23) 1 + 3 брата; 24) 1 + 3 сына + 3 внука; 25) 1 + 2 племянника; 26) 1 + 3 сына + 1 внук; 27) 1 + 1 сын; 28) 1 + 5 сыновей. Дворы бобыльские: 1) 1 + 1 брат; 2) 1 + 2 сына; 3) 1 + 1 сын; 4) 1 + 2 сына; 5) 1 (М.М. Рудьмет) + 2 сына; 6) 1 (И.М. Плотник) + 1 сын + 1 шурин; 7) 1 (С.В. Устюжанин) бездетен; 8) 1 + 2 сына. «Устимко Сергеев бездворной и без детей». «Место дворовое пусто Ивашка Иванова сына Мельника, а он бежал безвестно, бежал в нынешнем 154-м году».— РГАДА, Ф. 1209
В 1764 году в результате секуляризационной реформы Екатерины II Троицкий монастырь был причислен к 3-му классу штатных монастырей, а все его земли и крестьяне переданы государству. В «Ведомости о наместничестве Казанском» 1781—1782 годов жители деревни Соля(е)ная упоминаются уже как экономические крестьяне.

Жители занимались полеводством, мельничным промыслом, заготовкой и продажей дров. В начале XX века в деревне функционировала школа грамоты.

В 1939 году в соответствии с генеральным планом (разработан Горьковским крайпрогором) в городскую черту Чебоксар были включены земли 11 прилегающих к городу деревень Чебоксарского района: Набережная, Якимово, Банново, Соляново, Кнутиха, Будайка, Усадки, Заводская, Рябиновка, Новоилларионово, Сосновка, дополнительно — Кошкино, Завражная:264.

По состоянию на 1 мая 1981 года деревни Соляново, Аникеево, Гремячево Соляновского сельсовета Калининского района города Чебоксары образовывали совхоз «Кадыковский»:78.
Религия
По сведениям справочника Казанской епархии (1904) жители деревни были прихожанами чебоксарской Крестовоздвиженской церкви (Каменная, построена в 1702 году, трёхпрестольная, главный престол — в честь Воздвижения Креста Господня, правый придел — во имя Святых Василия Великого, Григория Богослова и Иоанна Златоуста, левый — во имя равноапостольных жён-мироносиц; церковь была закрыта в 1941 году, не сохранилась.).
Административно-территориальная принадлежность
До образования в 1920 году Чувашской автономной области деревня находилась в составе Чебоксарской волости Чебоксарского уезда Казанской губернии. До 1927 года в составе Чебоксарской волости Чебоксарского уезда Чувашской АО / Чувашской АССР, с 1 октября 1927 года — в Чебоксарском районе Чувашской АССР. 

С 25 октября 1979 года территория деревни передана Чебоксарскому горсовету (Калининский райсовет).

Сельский совет: с 1 октября 1927 года — Соляновский.

## Название
Название получила от находившихся вблизи соляных амбаров Чебоксарских солепромышленников.— Приволжские города и селения в Казанской губернии.

…название деревни «Соляное», находящейся на левом берегу Волги, в нескольких километрах восточнее г. Чебоксары, — подсказывает, что соленые воды в районе этой деревни когда-то, тоже, видимо, имели доступ к дневной поверхности. — Проблема нефтеносности Приволжской полосы Свияжско-Сурского водораздела.
Прежние названия
Починок Соляной (1625); деревня Соляной враг (1646); деревня Соляная (1650); Соля(е)ная (1782); Соленая (Соленова) (1859); Соляная (1904).

## Население
| Год     | 1625       | 1645/1646 | 1650/1651 | 1677/1678 | 1781/1782 | 1859 | 1897 | 1904 | 1907 |
| ------- | ---------- | --------- | --------- | --------- | --------- | ---- | ---- | ---- | ---- |
| Жителей | Нет данных |           |           |           | 100       | 243  | 302  | 269  | 281  |
| Мужчин  | Нет данных | 106       | 102       | 101       |           | 113  |      | 132  |      |
| Женщин  |            |           |           |           |           | 130  |      | 137  |      |
| Дворов  | 17         | 36        | 23        | 38        |           | 36   |      | 44   |      |

## Памятники и памятные места
Памятник воинам, павшим в Великой Отечественной войне 1941—1945 гг. (ул. Тютчева).

## Уроженцы
- Игнатьев Михаил Александрович (1913, Соляново, Чебоксарский уезд — 1978, Чебоксары) — организатор производства, участник Великой Отечественной войны 1941—1945 годов. Работал директором (1946—1949), главным инженером Чебоксарского управления местной и топливной промышленности (1949—1953), управляющим трестом «Чувашлес» (1953—1957), начальником Управления лесной и деревообрабатывающей промышленности Чувашского совнархоза (1957—1963), начальником Чувашского управления лесного хозяйства и охраны леса (1963—1966), начальником Управления топливной промышленности Совета Министров Чувашской АССР (1966—1969), директором Чебоксарской топливно-сбытовой организации. Награждён орденами Трудового Красного Знамени, «Знак Почёта», медалями[16].
- Макаров Иван Матвеевич (1898, Соляново, Чебоксарская волость, Чебоксарский уезд, Казанская губерния, Российская империя — 1979, Одесса, Украинская ССР, СССР) — советский военачальник, генерал-майор (1943).

## Прочее
Зафиксирован обычай кормления домового:

В Чебоксарском районе Чувашии в д. Кочаково, Соляново, Пятино, Гремячево оставляли ему около подпечка постоянное ритуальное подношение: пирожок и воду. Иногда — блюдечко молока. Подобный ритуал существовал и в Сосновском районе Нижегородской области: в подпечек сыпали крошки хлеба. Или кусочек хлеба клали на брус, над печкой.— Традиционные обряды, ритуалы и верования русского населения Чувашии, связанные с домовым.

## Комментарии
1. ↑  то есть овраг
2. ↑  указана численность прихожан Крестовоздвиженской церкви